# Демонтаж пам'ятників Суворову в Україні
Демонтаж пам'ятників та погрудь російському полководцю Олександру Суворову (Суворовопад, за аналогією з Пушкінопадом та Ленінопадом) почався до російського вторгнення до України, але набув поширення саме 2022 року як наслідок вторгнення, є частиною дерусифікації в Україні.

## Історія
26 грудня 2018 року Експертна комісія Міністерства культури України схвалила демонтаж та перенесення пам'ятника Олександру Суворову в Києві. 24 січня 2019 року у Києві демонтований пам'ятник Суворову висотою 6,3 метра, розташований на території Київського військового ліцею імені Івана Богуна.
2021 року демонтовано погруддя Суворову у селі Мала Стратіївка Вінницької області.
7 лютого 2022 року демонтовано пам'ятник Суворову у Полтаві. Раніше монумент Суворову стояв на подвір'ї київського військового ліцею імені Івана Богуна.
24 жовтня 2022 року російськими окупантами було демонтовано та вивезено погруддя Суворову у Херсоні.
30 листопада 2022 року Одеська міська рада підтримала демонтаж пам'ятників російському воєначальнику Олександру Суворову та монумент «Засновникам Одеси».
1 грудня 2022 року демонтовано пам'ятник Суворову у місті Ізмаїл.
9 грудня 2022 року демонтовано пам'ятник Суворову у місті Тульчин.
28 грудня 2022 року демонтовано пам'ятник Суворову у місті Миколаїв.
29 грудня 2022 року демонтовано пам'ятник Суворову у місті Одеса.
13 січня 2023 року демонтовано пам'ятник Суворову у смт Суворове Одеської області.
20 січня 2023 року демонтовано пам'ятник Суворову у селі Трапівка Одеської області.
24 січня 2023 року демонтовано пам'ятник Суворову у селі Оксамитне Одеської області.
1 лютого 2023 року демонтовано погруддя і меморіальну дошка Суворову у селі Тиманівка Вінницької області.
2 лютого 2023 року демонтовано друге погруддя Суворову у місті Тульчин.
3 січня 2023 року демонтовано погруддя Суворову у селі Подвірне Чернівецької області.
3 січня 2023 року демонтовано погруддя Суворову у селі Грушка Хмельницької області.
14 лютого 2023 року демонтовано погруддя Суворову у селі Нова Дача Дніпропетровської області.
14 лютого 2023 року демонтовано погруддя Суворову у селі Петрівка Одеської області.

## Причини демонтажу
Відомо, що у 1778 році під керівництвом Суворова була здійснена насильницька депортація з Криму в тодішню Азовську губернію Російської імперії понад 30 000 кримських селян, в першу чергу греків та вірмен. В результаті цієї депортації близько половини переселенців загинули під час першої зими. Суворов також має відношення до знищення частини ногайців — народу, який у XVIII столітті населяв землі північного Причорномор'я, тобто сучасної території південних областей України. У 1794 році Суворов очолював російський каральний корпус з придушення польської визвольної кампанії на чолі з Тадеушем Костюшком.
Зокрема відомо, що Суворов причетний до придушення Коліївщини — повстання селянського і козацького населення на Правобережній Україні у 1768—1769 роках.
Олександр Суворов вважається національним героєм Росії.